# 아스트리드 기야르
아스트리드 뮈리엘 기야르(프랑스어: Astrid Murielle Guyart, 1983년 3월 17일~)는 프랑스의 펜싱 선수로 주 종목은 플뢰레이다. 그의 오빠 브리스도 플뢰레 펜싱 선수인데, 그는 2004년 하계 올림픽 남자 플뢰레 개인전에서 금메달을 획득하였다. 그녀는 2012년 하계 올림픽의 여자 플뢰레 개인전과 단체전에 출전하였다. 그러나, 개인전에서는 16강전에서 튀니지의 이네스 부바크리에게 10-15로 패하였다. 단체전에서는 폴란드에 승리를 거둔 뒤 이탈리아와 대한민국에 연달아 대패하며 4위로 마감하였다. 이 대회에서 프랑스는 펜싱에서 한개의 메달도 수집을 못하였는데, 이 대회 프랑스 대표선수들 중에서 가장 좋은 성적을 거둔 선수 / 팀은 여자 플뢰레 대표팀이었다.